# Lisa Eriksdotter
Elisabeth "Lisa" Eriksdotter, född 15 oktober 1733 i Nykyrko socken i Egentliga Finland, död efter år 1759, var en finländsk väckelsepredikant. Hon utlöste bedjarrörelsen i västra Finland, och därmed i förlängningen hela väckelserörelsen, som banade väg för de stora religiösa folkrörelserna i Finland. Hennes väckelse anses vara mönsterbildande för senare kvinnliga väckares upplevelser i Finland. 
Lisa Eriksdotter var dotter till bonden Erik Andersson och Liisa Jakobsdotter.  Omkring allhelgonahelgen 1756 vallade hon boskap, och fick då en skräckinjagande syn om sina synder och dess kommande straff. Hon drabbades av kramper, och skräcken för att inte bli frälst spred sig genom byn och därefter andra byar. Den iscensatte väckelsevågen i Finland. I Kaland har bedjarrörelsen rest en sten i närheten av hennes födelseplats, där den årligen samlas för en minnesandakt. Mängder med legender förekommer kring Lisa, men till skillnad från andra predikanter, finns inga av hennes visioner bevarade. Om Lisa vet man inget mer än att hon 9 december 1759 flyttade från Kytämäki till Santio.